# Acleracra
Acleracra là một chi bướm đêm thuộc họ Cosmopterigidae.